# Ferdinando Mangili
Ferdinando Mangili (Rezzato, 16 novembre 1943) è un ex calciatore italiano, di ruolo difensore.

## Caratteristiche tecniche
È stato il classico stopper, arcigno difensore centrale: soprannominato "Ruspa", non usava finezze ma solo forza e sostanza.

## Carriera
Giocò tutta la carriera con la maglia della sua città, il Brescia. Disputò quattro campionati di Serie B con 90 presenze, e tre campionati di Serie A con 52 presenze.

## Palmarès

### Club

#### Competizioni nazionali
- Serie B: 1

Brescia: 1964-1965